# Диспетчер (операційна система)
Диспетчер для операційної системи — системне програмне забезпечення, проміжний шар між ОС РЧ та функціональними завданнями, що забезпечує задану часову діаграму.
Відомі два типи побудови диспетчера із запуском завдань за розкладом (Time Triggered) та із запуском завдань за подіями (Event Triggered). Запуск завдань за розкладом зазвичай будується на основі годинника реального часу, або за перериванням від зовнішнього джерела тактуючих імпульсів. Так як годинник реального часу, як правило, будуються на базі апаратного таймера, що викликає переривання із заданим періодом повторення, можна вважати перший тип різновидом другого.
Планування завдань може здійснюватися або циклічно (Round-Robin) з виділенням кожної задачі кванта часу, на який вона отримує процесор, або за пріоритетами, коли запуск задачі з більш високим пріоритетом зупиняє виконання завдань з нижчим.

## Функції диспетчера
- створення процесів для функціональних завдань
- створення обробників подій
- синхронізація процесів та обробників для правильного формування тимчасової діаграми